# Phusro
Phusro é um cidade no distrito de Bokaro, no estado indiano de Jharkhand.

## Demografia
Segundo o censo de 2001, Phusro tinha uma população de 83 463 habitantes. Os indivíduos do sexo masculino constituem 54% da população e os do sexo feminino 46%. Phusro tem uma taxa de literacia de 63%, superior à média nacional de 59,5%: a literacia no sexo masculino é de 72% e no sexo feminino é de 52%. Em Phusro, 15% da população está abaixo dos 6 anos de idade.